# Gran Premio de los Países Bajos de Motociclismo de 1951
El Gran Premio de los Países Bajos de Motociclismo de 1951 fue la quinta prueba de la temporada 1951 del Campeonato Mundial de Motociclismo. El Gran Premio se disputó el 7 de julio de 1951 en el Circuito de Assen.

## Resultados 500cc
Geoff Duke ganó con la Norton Manx su tercer Gran Premio consecutivo y aumentó significativamente su ventaja sobre Alfredo Milani. La batalla por el primer lugar no fue emocionante. El tercer lugar fue para Enrico Lorenzetti que venció al privado Johnny Lockett.
| Pos.    | Piloto            | Equipo      | Tiempo     | Pts. |
| ------- | ----------------- | ----------- | ---------- | ---- |
| 1       | Geoff Duke        | Norton      | 1:56"03'9  | 8    |
| 2       | Alfredo Milani    | Gilera      | +10'5      | 6    |
| 3       | Enrico Lorenzetti | Moto Guzzi  | +1"51'8    | 4    |
| 4       | Johnny Lockett    | Norton      | +1"52"0    | 3    |
| 5       | Jack Brett        | Norton      | +2"44'1    | 2    |
| 6       | Len Perry         | Norton      | +1 Vuelta  | 1    |
| 7       | Arthur Wheeler    | Norton      | +1 Vuelta  |      |
| 8       | Lous van Rijswijk | Triumph     | +3 Vueltas |      |
| 9       | Kees Fokke-Bosch  | Norton      | +3 Vueltas |      |
| 10      | Nello Pagani      | Gilera      |            |      |
| 11      | Ray Amm           | Norton      |            |      |
| Ret     | Bill Doran        | AJS         | Ret        |      |
| Ret     | Fergus Anderson   | Moto Guzzi  | Ret        |      |
| Ret     | Arciso Artesiani  | MV Agusta   | Ret        |      |
| Ret     | Bruno Ruffo       | Moto Guzzi  | Ret        |      |
| Ret     | Carlo Bandirola   | MV Agusta   | Ret        |      |
| Ret     | Sante Geminiani   | Moto Guzzi  | Ret        |      |
| Ret     | Umberto Masetti   | Gilera      | Ret        |      |
| Ret     | Les Graham        | MV Agusta   | Ret        |      |
| Ret     | Felice Benasedo   | Moto Guzzi  | Ret        |      |
| Ret     | William Petch     | AJS         | Ret        |      |
| Ret     | Phil Heath        | Vincent-HRD | Ret        |      |
| Ret     | Bruno Bertacchini | MV Agusta   | Ret        |      |
| Fuente: |                   |             |            |      |

## Resultados 350cc
Geoff Duke no anotó en la carrera de 350cc, pero por la puntuación en la general del campeonato, no hubo cambios porque Les Graham y Johnny Lockett, Cecil Sandford y Tommy Wood tampoco puntuaros. Eso tampoco benefició a Velocette, porque los dos primeros lugares fueron para los pilotos Bill Doran de AJS y Bill Petch.
| Pos. | Piloto              | Moto       | Tiempo    | Pts. |
| ---- | ------------------- | ---------- | --------- | ---- |
| 1    | Bill Doran          | AJS        | 1:44"18'1 | 8    |
| 2    | Bill Petch          | AJS        | +24'9     | 6    |
| 3    | Ken Kavanagh        | Norton     |           | 4    |
| 4    | Rod Coleman         | AJS        |           | 3    |
| 5    | Simon Sandys-Winsch | Velocette  |           | 2    |
| 6    | Bob Matthews        | Velocette  |           | 1    |
| 7    | Ernie Thomas        | Velocette  |           |      |
| 8    | Sidney Mason        | Velocette  |           |      |
| 9    | Max Klein           | AJS        |           |      |
| 10   | Humphrey Ranson     | AJS        |           |      |
| 11   | Louis van Rijswijk  | Velocette  |           |      |
| 12   | Arthur Wheeler      | Velocette  |           |      |
| 13   | Joop van Doren      | Velocette  |           |      |
| 14   | Ernie Barrett       | AJS        |           |      |
| 15   | Vaino Hollming      | Velocette  |           |      |
| 16   | Bill Beevers        | Norton     |           |      |
| Ret  | Sijbren Postma      | Moto Guzzi | Ret       |      |
| Ret  | Cecyl Sandford      | Velocette  | Ret       |      |
| Ret  | Geoff Duke          | Norton     | Ret       |      |
| Ret  | Jack Brett          | Norton     | Ret       |      |
| Ret  | John Lockett        | Norton     | Ret       |      |
| Ret  | Reg Armstrong       | AJS        | Ret       |      |
| Ret  | Bill Lomas          | Velocette  | Ret       |      |
| Ret  | Ray Amm             | Norton     | Ret       |      |
| Ret  | Len Perry           | Norton     | Ret       |      |
| Ret  | Frank Fry           | Velocette  | Ret       |      |
| Ret  | Ken Mudford         | AJS        | Ret       |      |
| Ret  | Gerrit Roosjen      | AJS        | Ret       |      |

## Resultados 125cc
Carlo Ubbiali abandonó por problemas de motor. Así no hubo rival para que Gianni Leoni venciera con su FB Mondial. Lo hizo ocn mucha distancia respecto a de Luigi Zinzani, que fue segundo. Les Graham, fichado por MV Agusta de AJS, anotó sus primeros puntos con la MV Agusta 125 Bialbero, pero no pasó del tercer lugar a casi tres minutos de Leoni. El fallecido Guido Leoni (sin relación con Gianni) quedó póstumamente en tercer lugar, compartido con Cromie McCandless.
| Pos. | Piloto              | Moto       | Tiempo  | Pts. |
| ---- | ------------------- | ---------- | ------- | ---- |
| 1    | Gianni Leoni        | Mondial    | 56"20'5 | 8    |
| 2    | Luigi Zinzani       | Morini     | +2"42'4 | 6    |
| 3    | Les Graham          | MV Agusta  | +2"46'3 | 4    |
| 4    | Vittorio Zanzi      | Morini     | +2"47'4 | 3    |
| 5    | Franco Bertoni      | MV Agusta  | +3"50'4 | 2    |
| 6    | Emilio Mendogni     | Morini     | +8"44'8 | 1    |
| 7    | Wim Zijlaard        | MV Agusta  |         |      |
| 8    | W. Wierda           | Norman     |         |      |
| 9    | Wout de Greef       | Greffa     |         |      |
| 10   | Anthonie Heinemann  | Sparta     |         |      |
| 11   | Gijs Lagerwey       | Eysink     |         |      |
| 12   | Dick Rennoy         | Eysink     |         |      |
| 13   | Jan Rietveld        | Eysink     |         |      |
| 14   | H. Veer             | O.S.       |         |      |
| 15   | Dick van der Waerdt | MV Agusta  |         |      |
| 16   | Gerrit du Pont      | Eysenk     |         |      |
| 17   | Kurt Schneeweiss    | Puch       |         |      |
| Ret  | Carlo Ubbiali       | FB Mondial | Ret     |      |
| Ret  | Luigi Alberti       | FB Mondial | Ret     |      |
| Ret  | Giuseppe Matucci    | MV Agusta  | Ret     |      |
| Ret  | Renato Magi         | MV Agusta  | Ret     |      |